# Zofia Wardyńska
Zofia Wardyńska, coniugata Wojewódzka (Łowicz, 19 giugno 1919 – Varsavia, 11 agosto 2010), è stata una pallavolista e cestista polacca.

## Carriera

### Pallacanestro
Con la Polonia ha disputato i Campionati europei del 1938, vincendo la medaglia di bronzo e i Campionati europei del 1950.